# Manuel Pando Fernández de Pinedo

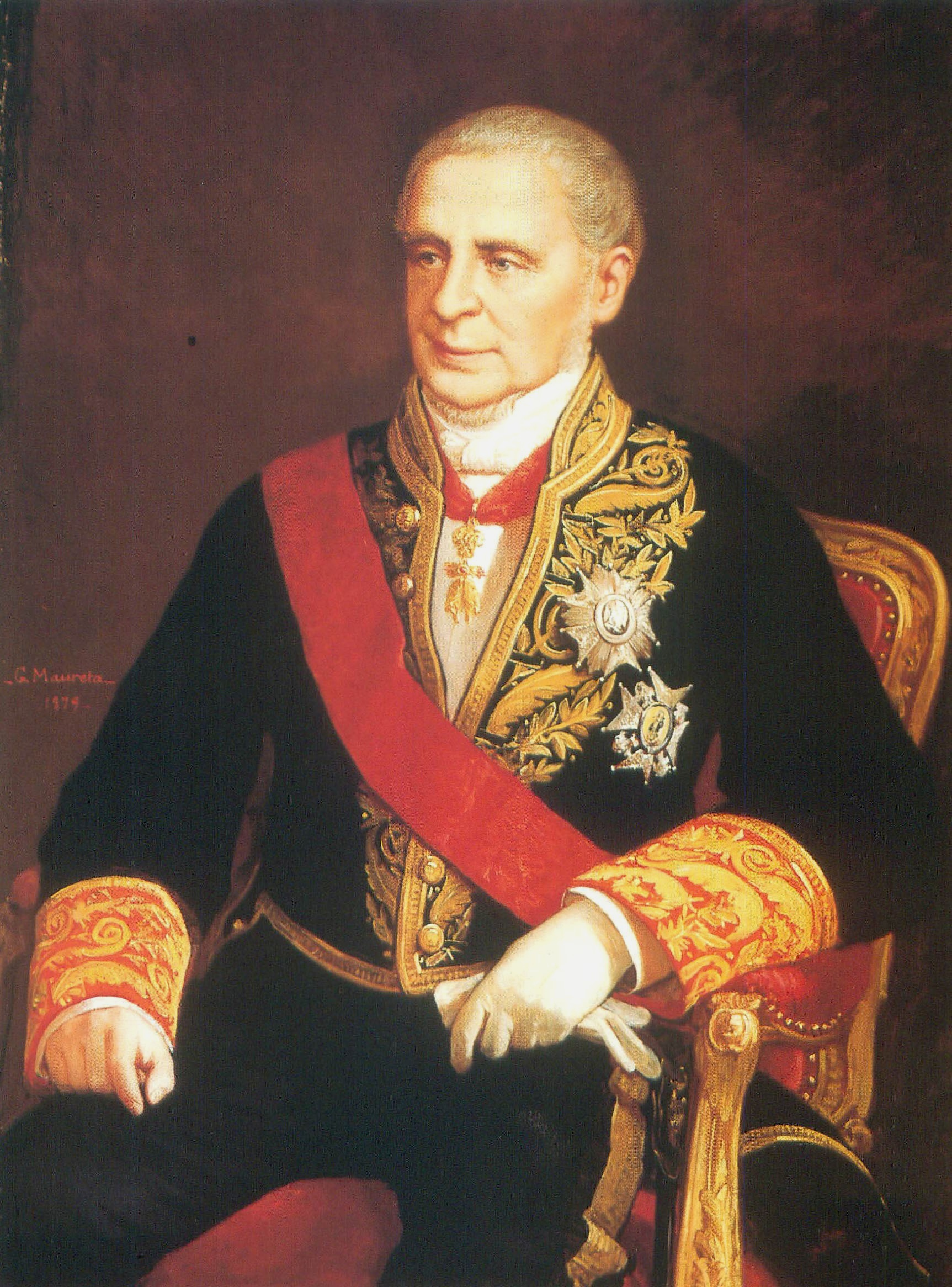
Manuel de Pando

Manuel Pando Fernández de Pinedo, Markgraf (Marqués) de Miraflores y de Pontejos, Graf (Conde) de Villapaterna y de la Ventosa (* 22. Dezember 1792 in Madrid; † 20. Februar 1872 ebenda) war ein spanischer Historiker, Politiker und Ministerpräsident Spaniens (Presidente del Gobierno).

## Biografie

### Jugend, Unabhängigkeitskrieg und Herrschaft Ferdinand VII.
Der Sohn eines einflussreichen Edelmanns aus der Vizcaya wurde im Alter von neun Jahren 1801 Page von König Karl IV. Nach dem Tode seines älteren Bruders erbte er die familiären Titel. Nach einem Studium der Landwirtschaft und Industrie wurde er Begründer eines großen landwirtschaftlichen Gutes in Daimiel in der Provinz Ciudad Real.
Während des Unabhängigkeitskrieges nahm er am Aufstand vom 2. Mai 1808 (Levantamiento del dos de mayo) teil. Später musste er mit seiner gesamten Familie von Madrid nach Cádiz fliehen, nachdem sein Vater während der Herrschaft der französischen Besatzungsmacht unter Joseph Bonaparte zwischen 1812 und 1813 zum verfassungsmäßigen Bürgermeister von Madrid ernannt wurde. Im folgenden Jahr heiratete er eine Nichte Conde de Floridablancas, des langjährigen Staatsministers der Könige Karl III. und Karl IV.
In seinem Werk „Memorial de Miraflores“, das vom Infanten Antonio Pascual de Borbón in Auftrag gegeben wurde, setzte er sich mit der damaligen Situation auseinander und gab dem wieder eingesetzten König Ferdinand VII. die Ratschläge, die Verfassung von Cádiz von 1812 nicht anzuerkennen, das Parlament (Cortes) unverzüglich einzuberufen, alle loyalen Politiker unter der Macht der Krone zu vereinigen und eine Generalamnestie für alle politischen Straftaten zu verabschieden.
Nach der Revolution vom Januar 1820 nahm er als Mitglied der Nationalgarde (Milicia National) an mehreren Kampfhandlungen unter dem Befehl von Rafael del Riego teil. Durch sein Ausscheiden aus der Nationalgarde 1822 vermied er jedoch seine strafrechtliche Verfolgung während der letzten zehn Herrschaftsjahre Ferdinands VII., der so genannten „Ominösen Dekade“ (Década Ominosa) von 1823 bis 1833.

### Herrschaft von Isabella II., Ministerpräsident und letzte Lebensjahre
Erst nach dem Tode Ferdinands VII. am 29. September 1833 und der anschließenden Herrschaft von Isabella II. unter der anfänglichen Regentschaft ihrer Mutter Maria Christina von Sizilien nahm er seine politischen Aktivitäten wieder auf.
1834 und 1838 war er jeweils Bevollmächtigter Gesandter in London, um dort die Unterstützung Englands während des Ersten Carlistenkriegs zu erbeten. Tatsächlich gelang ihm die Aushandlung der Viererallianz (Cuádruple Alianza) zwischen Spanien, Frankreich, Portugal und Großbritannien, die unter anderem auch die Entsendung von Expeditionstruppen vorsah und somit den absolutistischen Staaten Russland, Österreich-Ungarn und Preußen gegenüberstand, die den Thronprätendenten Carlos María Isidro de Borbón stützten. Zugleich gehörte er als Vertreter der Königin dem Senat in der Legislaturperiode von 1834 bis 1835 an.
Zwischenzeitlich war er bis zum Aufstand von San Ildefonso im Sommer 1836 Präsident des Estado de Próceres. In dieser Funktion empfahl er das Einschreiten des Militärs gegen die Aufständischen, musste aber nach der Niederlage der Regierung Francesco Xavier de Isturiz ins Exil nach Frankreich gehen. Während der Wahlperiode von 1837 bis 1838 war er als Vertreter der Provinz Ciudad Real wieder Mitglied des Senats.
Nach seiner Rückkehr nach Spanien 1838 wurde er unmittelbar zum Gesandten in Paris ernannt, wo er einerseits die Gefangenschaft des Thronprätendenten Carlos de Borbón auf Schloss Bourges, andererseits auch die Entwaffnung von Anhängern des Carlismus beim Überschreiten der Grenze von Frankreich nach Spanien überwachte. Während der Regentschaft von General Baldomero Espartero ging sein politischer Einfluss erneut zunächst zurück. 1840 war er als Vertreter der Provinz Cuenca und dann 1844 bis 1845 der Provinz Barcelona wieder Mitglied des Senats. Zwischenzeitlich war er nach der Wahl vom 15. September 1843 als Vertreter des Wahlkreises Barcelona Mitglied des Parlaments (Congreso de los Diputados).
Schließlich wurde er wegen seiner politischen Verdienste am 25. November 1845 zum Senator auf Lebenszeit (Senador Vitalicio) ernannt. Als solcher war er von Dezember 1845 bis Oktober 1846 erstmals Präsident des Senats.
Nach dem Sturz Esparteros und der Machtübernahme von General Ramón María Narváez kehrte er endgültig ins politische Rampenlicht zurück und wurde am 12. Februar 1846 Nachfolger von Narváez als Ministerpräsident Spaniens (Presidente del Gobierno). Allerdings dauerte seine Amtszeit nur bis zu seiner Ablösung durch Narváez am 16. März 1846. In dieser Zeit übernahm er zugleich das Amt des Außenministers (Ministro de Estado) sowie vorübergehend auch das des Innenministers (Ministro de Gobernación).
Nach der Eheschließung der Königin Isabella II. mit Francisco de Asís María Fernando de Borbón y Borbón-Dos Sicilias am 10. Oktober 1846 wurde er wegen seiner hohen moralischen Kompetenz und Integration Gouverneur des Königlichen Palastes (Gobernador de Palacio) und war als solcher maßgeblich mit der Verteidigung der Königin vor innenpolitischer Kritik befasst.
Von November 1847 bis April 1851 war er erneut Präsident des Senats. Am 23. Mai 1851 wurde er als Außenminister in das Kabinett von Juan Bravo Murillo berufen, dem er bis zum 7. August 1852 angehörte. Aufgrund seiner diplomatischen Erfahrungen gelang es ihm erneut die Unterstützung Englands und Frankreichs und deren Einsatz von Schiffen zur Abwehr US-amerikanischer Annexionambitionen auf Kuba zu erhalten. Im November 1852 wurde er für einen Monat wiederum Senatspräsident.
Nach dem Rücktritt des annähernd fünf Jahren amtierenden Ministerpräsidenten Leopoldo O’Donnell wurde er am 2. März 1863 dessen Nachfolger. In seinem bis zum 17. Januar 1864 amtierenden Kabinett war er darüber hinaus auch wieder Außenminister sowie zeitweise amtierender Innenminister und Kolonialminister (Ministro de Ultramar).
Zuletzt war er von Dezember 1867 bis Mai 1868 wieder Präsident des Senats.

### Schriftsteller und Auszeichnungen
Neben seiner politischen Tätigkeit war er auch als Schriftsteller und insbesondere als Verfasser von Büchern zur spanischen Geschichte des 19. Jahrhunderts tätig. Für seine literarischen Verdienste wurde er am 5. Juli 1850 zum Mitglied der Königlichen Historischen Akademie (Real Academia de la Historia) berufen. Seine Werke umfassen neben anderen:
- „Apuntes histórico-críticos para escribir la historia de la revolución de España, desde el año 1820 hasta 1823“, 1834 (Historisch-kritische Anmerkungen zur Beschreibung der Geschichte der Spanischen Revolution von 1820 bis 1823)
- „Documentos a los que se hace referencia en los apuntes histórico-críticos sobre la Revolución de España“, 1834 (Dokumente und Referenzen zu den Historisch-kritischen Anmerkungen zur Beschreibung der Geschichte der Spanischen Revolution von 1820 bis 1823)
- „Memorias para escribir la historia contemporánea de los siete primeros años del reinado de Isabel II.“, 1843 (Erinnerungen zur Beschreibung der Zeitgeschichte der ersten sieben Herrschaftsjahre von Königin Isabella II.)
- „Luis Felipe de Orleans, último Rey de los franceses y su época“, 1851 (Luis Felipe de Orleans, letzter König der Franzosen und seine Epoche)
- „Pedro Téllez Girón, Príncipe de Anglona“, 1851 (Pedro Téllez Girón, Prinz von Anglona)
- „De la reforma de la Constitución de 1845 verificada en 1857 y del Proyecto de Ley proponiendo la supresión de sus artículos 18 y 28 de aquella reforma“, 1864 (Über die Reform von 1857 der Verfassung von 1845 und das Gesetzesvorhaben zur Aufhebung der Artikel 18 bis 28 jener Reform)
- „Vida política del marqués de Miraflores, escrita por él mismo“, 1865 (Das politische Leben des Marqués de Miraflores. Autobiografie)
- „Francisco Javier Istúriz y Montero“, 1871

Für seine Verdienste wurde er mehrfach geehrt und erhielt neben anderen Auszeichnungen:
- Ritter (Caballero) des Ordens vom Goldenen Vlies (Orden del Toisón de Oro) (1838)
- Ritter der Ehrenlegion (Légion d’honneur) (Frankreich)
- Ritter des portugiesischen Christusordens (Ordem de Cristo)

## = Weblinks
=
- Biografie auf der Homepage der Spanischen Ministerpräsidenten (spanisch) (Memento vom 18. Juni 2010 im Internet Archive)
- Die Kabinette während der Amtszeit von Isabella II. (1843–1856 – Década Moderada)
- Die Kabinette während der Amtszeit von Isabella II. (1856–1868 – La Unión Liberal)
- Die Regierungen des Königreichs Spanien von 1833 bis 1868 (Memento vom 24. Februar 2012 im Internet Archive)